# Agnieszka Tobiasz
Agnieszka Tobiasz, född 29 mars 1973 i Świdnica, Polen som Agnieszka Zienkiewicz är en polsk-tysk före detta handbollsspelare.

## Karriär
Agnieszka Tobiasz började spela handboll som tioåring. Hon spelade i Polen fram till 1993. Från 1994 till 2003 spelade hon för TV Lützellinden.  Med klubben vann hon tre tyska mästerskapstitlar 1997, 2000 och 2001 och cupvinnarcupen i handboll 1996. Från 2003 till 2007 och igen 2009 spelade hon för 1. FC Nürnberg. Med den klubben blev hon tysk mästare två gånger till 2005 och 2007 och vann tyska cupen 2004 och 2005. Hon deltog i europeiska cuper för  klubblag med både Lützellinden och Nürnberg. i september 2006 ådrog hon sig en svårare skada. Hon återkom först efter två år i spel.
Agnieszka Tobiasz spelade sammanlagt minst 84 landskamper. För Polens damlandslag i handboll spelade hon vid världsmästerskapet i handboll för damer 1993 och kom på 10:e plats. Hon spelade också för Tysklands damlandslag i handboll. Hon deltog i det tyska laget vid VM 1997, där hon slutade trea med Tyskland. Hon spelade fyra matcher och bidrog med tolv mål till framgången. Hon spelade inte i bronsmatchen. VM-bronset blev hennes främsta landslagsmerit.  I VM 1999 spelade hon nio matcher och antecknades 17 mål.

## Meriter i klubblag
- Vinnare av cupvinnarcupen i handboll 1996 med TV Lützellinden
- Vinnare av tyska mästerskapet  1997, 2000, 2001 med TV Lützellinden
- Vinnare av tyska mästerskapet 2005, 2007 med 1. FC Nürnberg
- Vinnare av tyska cupen 2004, 2005 med1. FC Nürnberg